# Thomas Xenakis
Thomas Xenakis (řec. Θωμάς Ξενάκης, 30. března 1875, Naxos – 7. července 1942, Orange, Kalifornie, USA) byl řecký sportovní gymnasta a účastník Letních olympijských her 1896 v Athénách, kde získal dvě stříbrné medaile – ve šplhu na laně a při hromadném cvičení na bradlech.

## Xenakis na LOH 1896
Xenakis byl jedním z gymnastů athénského družstva Panellinios Gymnastikos Syllogos (dochovala se jména pouze čtyř cvičenců), kteří absolvovali hromadné cvičení na bradlech 9. dubna 1896 na olympijském stadionu v Athénách. Pro cvičence byla připravena sada deseti nářadí, na nichž předvádělo celé družstvo svoji tříminutovou sestavu, přičemž se hodnotilo celkové provedení, sladění cvičenců do celku a technická náročnost. Proti německým gymnastům se postavila dvě družstva řecká, která nemohla hostům konkurovat. Tým Panellinios nakonec předčil krajany z družstva Ethnikos a skončil na druhém, stříbrném místě.
O den později se uskutečnila poslední gymnastická soutěž, kterou byl šplh na laně. Lano zavěšené na rámu bylo 14 m dlouhé a měřil se čas, případně dosažená výška, kterou dosáhli jen první dva závodníci – Řekové Nikolaos Andriakopulos a Thomas Xenakis, Xenakis měl horší čas (historie ho nezaznamenala) a skončil na stříbrné pozici, třetí Fritz Hofmann skončil o 1.5 m pod vrcholem.